# Kirke Mechem

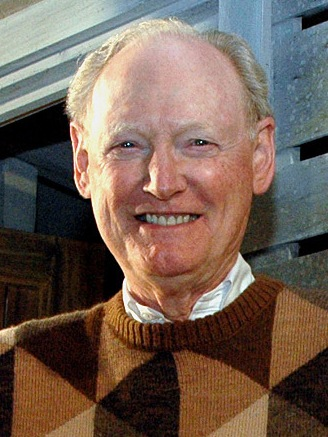
Kirke Mechem

Kirke Lewis Mechem (* 16. August 1925 in Wichita (Kansas)) ist ein US-amerikanischer Komponist. Sein bekanntestes Werk ist die Oper Tartuffe nach der Komödie von Molière.

## Leben
Kirke Mechem wuchs in einer musikalischen Familie auf und erhielt als Kind Klavierunterricht von seiner Mutter, die in Deutschland
Klavier studiert hatte. Nachdem er sich an der Stanford University zunächst für Englisch eingeschrieben hatte, um wie sein Vater Schriftsteller zu werden, wechselte er nach einigen Jahren das Studienfach und studierte Harmonielehre und Kontrapunkt. 1953 schloss er sein Master-Studium an der Harvard University ab.
Nachdem Mechem drei Jahre lang an der Stanford University als Chorleiter gearbeitet hatte, zog er für mehrere Jahre nach Wien, bevor er 1963 nach Kalifornien zurückkehrte und als Komponist und Dozent an der University of San Francisco arbeitete. Er lebt bis heute mit seiner Familie in San Francisco.
Für seine Verdienste um die Chormusik und die Oper wurde Mechem 2012 die Ehrendoktorwürde der University of Kansas verliehen.

## Kompositionen
Mechems Œuvre umfasst vor allem Chorwerke, darunter Frauenchöre, Männerchöre und Stücke für gemischten Chor a cappella sowie Chorwerke mit Klavier- oder Orchesterbegleitung. Außerdem schrieb Mechem Klavierstücke, Werke für unterschiedliche kammermusikalische Besetzungen, Orchesterstücke (darunter zwei Symphonien) sowie vier Opern, zu denen er auch die Libretti verfasste. Bekannt wurde er vor allem mit der Oper Tartuffe, die auf der Komödie Tartuffe von Molière basiert und seit der Uraufführung 1980 über 400 Male aufgeführt wurde.